# Črni obelisk
Črni obelisk Šalmaneserja III. je skulptura iz črnega apnenca z novoasirskim bas-reliefom iz Nimruda (starodavni Kalhu) v severnem Iraku, in je spomin na dejanja kralja Šalmaneserja III. (vladal med 858–824 pr. n. št.).
Je najbolj popoln asirski obelisk kadarkoli odkrit in je zgodovinsko pomemben, ker menijo, da prikazuje najzgodnejšo starodavno upodobitev biblične podobe - Jehuja, kralja Izraela. Tradicionalna opredelitev Yaw, kot Jehu je vprašljiva s strani nekaterih znanstvenikov, ki so predlagali, da se napis nanaša na drugega kralja Izraela, Jorama.  Njegovo sklicevanje na "Parsua" je tudi prvo znano sklicevanje na Perzijce.
Prikazan je poklon daril, ki so jih pripeljali iz prepoznavnih regij in narodov. Obelisk je bil postavljen kot javni spomenik leta 825 pred našim štetjem v času državljanske vojne. Odkril ga je arheolog Sir Austen Henry Layard leta 1846 in je sedaj v Britanskem muzeju. Replike se nahajajo v Oriental Institute v Chicagu, Illinois, v harvardskem Semitskem muzeju v Cambridgeu, Massachusetts, v ICOR knjižnici v semitskem oddelku na Katoliški univerzi Amerike v Washingtonu, v Salemu, Oregon, na Corban University Prewitt / Allen arheološkem muzeju, v Siegfried H. Horn Museum Univerze Andrews v Berrien Springs, MI in v knjižnici Teološke Univerze reformirane cerkve v Kampnu, Nizozemska.

## Opis
Ta artefakt vsebuje dvajset reliefov, pet na vsaki strani. Ti prikazujejo pet različnih kraljev, ki prinašajo darove in se prostrirajo (poklanjajo kleče z obrazom navzdol) pred asirskim kraljem. Od vrha do tal so: (1) Sua iz Gilzanuja (severozahodni Iran), (2) Jehu iz Bit Omrija (Jehu iz hiše Omri), (3) neimenovani vladar Musri (verjetno Egipt ), (4) Marduk-apil-usur iz Suhija (srednjih Evfrat, Sirija in Irak) in (5) Qalparunda iz Patina (Antakya regija Turčije). Vsak prizor zavzema štiri plošče okoli spomenika in je scenarij opisan v klinopisu nad njimi.
Na vrhu in dnu reliefov je dolg klinopisni napis z zgodovinskim opisom Šalmaneserja III. Našteva vojaške akcije, ki sta jim kralj in njegov poveljnik vsako leto načelovala, do enaintridesetega leta vladanja. Nekatere funkcije morda kažejo, da je delo naročil poveljnik Dayyan-Ašur.

## Drugi register
Drugi register od vrha mislijo, da vsebuje najstarejšo ohranjeno sliko svetopisemskega lika. Ime se pojavi kot Ia-ú-a mar mHu-um-ri-i. Rawlinsonov originalni prevod iz leta 1850, v delu On the Inscriptions of Assyria and Babylonia pravi: »Druga vrsta darovalcev so rekli, da so bili poslani od Yahua, sina Hubirija, princa o katerem v analih ne obstaja omen in za katerega domovino ne vem«  Leto kasneje je častiti Edward Hincks izdelal povezavo z biblijo in 21. avgust 1851 zapisal v svoj dnevnik: »Mislim na identifikacijo enega od ujetnikov iz obeliska - Jehu, kralj Izraelcev, in sam sem z užitkom o tem napisal pismo, ki naj se objavi v Athenaeumu«.  Hincksovo pismo je Athenaeum objavil na isti dan, z naslovom:»Nimrudov obelisk«.  Hincksova identifikacija je zdaj običajno stališče svetopisemskih arheologov.
Identifikacija "Yaw", kot je Jehu je vprašljiva za sodobne znanstvenike, kot je George Smith , kakor tudi v novejšem času P. Kyle McCarter in Edwin R. Thiele, kar temelji na dejstvu, da  Jehu ni bil Omridčan, vprašanje pa je tudi transliteracije in kronologije. Vendar pa se ime bere kot "Yaw, sin Omrija (Bit-Khumri") in je splošno sprejeto, da sledi Hincksu kot biblični Jehu, kralja Izraelcev.
Stela opisuje, kako Jehu prinese ali pošlje svoje darilo v ali okoli 841 pr. n. št. Jehu je pretrgal zavezništvo Izraela s Fenicijo in Judejo in postal del Asirije. Napis nad sceno, napisan v asirskem klinopisu, je mogoče prevesti:
»Poklon Jehu, sin Omrija: Sem dobil od njega srebrno, zlato, zlato skledo, zlato vazo s koničastim dnom, zlat kozarec, zlate žlice, kositer, palico za kralja [in] sulice.«